# Hope Lange

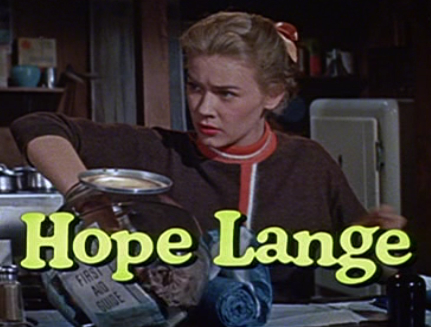
Hope Lange i trailern till Bus Stop (1956).

Hope Elise Ross Lange, född 28 november 1933 i Redding i Connecticut, död 19 december 2003 i Santa Monica i Los Angeles, var en amerikansk skådespelerska.
Hon gjorde scendebut på Broadway som tolvåring i The Patriots. Hon spelade sedan med olika teaterensembler innan hon 1956 gjorde en uppmärksammad filmdebut i rollen som Elma i Bus Stop. Påföljande år nominerades hon för en Oscar för sin roll i Lek i mörker.
Hon utvecklades till en behaglig och duktig komedienne och spelade mycket i TV-filmer.
Åren 1956–1961 var hon gift med skådespelaren Don Murray.

## Filmografi i urval
- 1956 – Bus Stop
- 1957 – Sanningen om Jesse James
- 1957 – Lek i mörker
- 1958 – De unga lejonen
- 1959 – Alla mina drömmar
- 1961 – Vild ung man
- 1961 – Fickan full av flax
- 1974 – Death Wish – våldets fiende nr 1
- 1985 – Terror på Elm Street 2 – Freddys hämnd
- 1986 – Blue Velvet
- 1990 – Crazy Radio Days
- 1993 – Dead Before Dawn (TV-film)
- 1994 – Påtaglig fara
- 1995 – I sanningens tjänst